# 202-я бомбардировочная авиационная дивизия
202-я бомбардировочная авиационная Средне-Донская Краснознамённая ордена Суворова дивизия имени Верховного совета Татарской АССР (202-я бад) — соединение Военно-Воздушных сил (ВВС) Вооружённых Сил РККА бомбардировочной авиации, принимавшее участие в Великой Отечественной войне.

## Наименования дивизии
- ВВС 20-й армии;
- 202-я истребительная авиационная дивизия[1];
- 202-я бомбардировочная авиационная дивизия (21.10.1942 г.)[1];
- 202-я бомбардировочная авиационная дивизия имени Верховного совета Татарской АССР (19.04.1943 г.)[1];
- 202-я бомбардировочная авиационная Средне-Донская дивизия имени Верховного совета Татарской АССР (04.05.1943 г.)[1];
- 202-я бомбардировочная авиационная Средне-Донская Краснознамённая дивизия имени Верховного совета Татарской АССР (06.11.1943 г.)[1];
- 202-я бомбардировочная авиационная Средне-Донская Краснознамённая ордена Суворова дивизия имени Верховного совета Татарской АССР (04.06.1945 г.)[1];
- Войсковая часть (Полевая почта) 53888[1].

## История и боевой путь дивизии

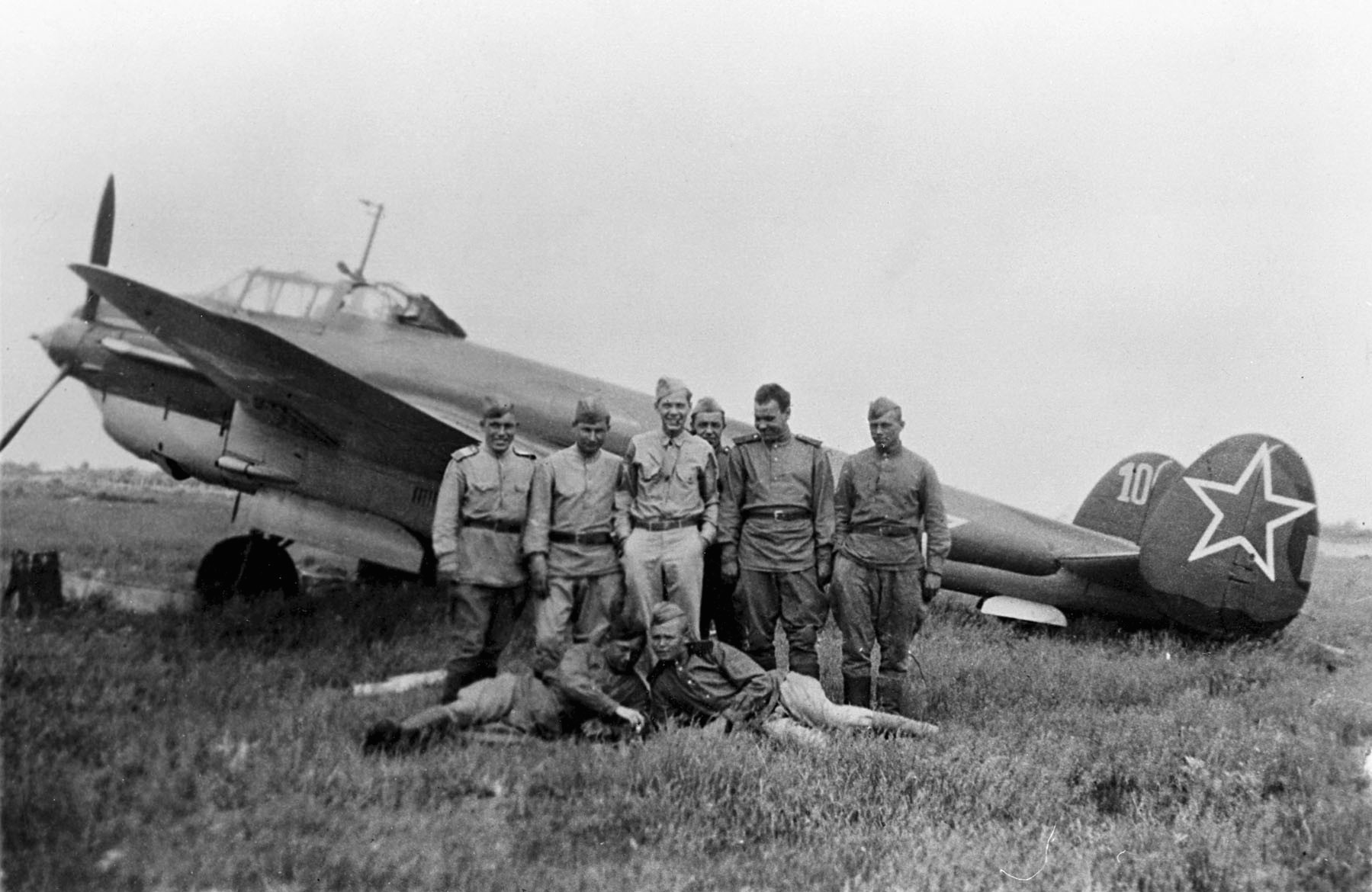
Самолет Пе-2 стоял на вооружении полков дивизии с начала формирования. Фото сделано американским лётчиком Бернардом Джей Мак Гуиром в 1944 году на аэродроме под Полтавой.

Сформирована как 202-я истребительная авиационная дивизия 10 мая 1942 года Приказом НКО СССР № 0081 от 5 мая 1942 года на базе Управления Военно-воздушных сил 20-й армии. В составе 1-й воздушной армии дивизия поддерживала войска Западного фронта на юхновском, гжатском и ржевском направлениях, в августе — сентябре — обеспечивала наступление войск фронта на ржевско-сычёвском направлении. 21 октября 1942 года согласно Приказу НКО № 00217 от 11 октября 1942 года дивизия была преобразована в 202-ю бомбардировочную авиационную дивизию.
2 ноября 1942 года в авиакатастрофе погиб командир дивизии полковник Янсен Борис Владимирович, с 3 ноября к исполнению обязанностей командира приступил полковник (генерал-майор авиации с 13 апреля 1944 года) Нечипоренко Степан Игнатьевич. В декабре 1942 — январе 1943 года дивизия обеспечивала наступательные действия 6-й армии Воронежского фронта и 1-й гвардейской армии Юго-Западного фронта, уничтожала войска и технику врага в районе среднего течения Дона. Полки дивизии наносили удара по железнодорожным эшелонам и станциям Валуйки, Россошь, Мальчевская, Чеботовка, Купянск, Миллерово и Лихая, аэродрому Старобельск, колоннам пехоты и танкам на дорогах Старобельск — Новопсков, Миллерово — Верхняя Таловая. Также дивизия вела воздушную разведку в районе Днепропетровска.
В конце февраля 1943 года дивизия осуществляла поддержку подвижной группы генерал-лейтенанта М. М. Попова в Ворошиловградской операции (Операция «Скачок») при её действиях в районе Красноармейское, Славянск, а в марте — наземным войскам в ходе оборонительных боев на харьковском направлении. С 26 июля дивизия в составе вновь сформированных трех авиаполков вошла в подчинение 2-й воздушной армии и с августа вела боевые действия на Воронежском фронте, действовала на томаровском направлении. За успешную боевую работу на Юго-Западном фронте дивизии было присвоено почетное наименование «Среднедонская».
Осенью 1943 года дивизия в составе 2-й воздушной армии Воронежского фронта участвовала в освобождении Левобережной Украины,
битве за Днепр, Киевских наступательной и оборонительной операциях. За отличие в боях при освобождении Киева дивизия была награждена орденом Красного Знамени. В дальнейшем её части в составе 1-го Украинского фронта вели бои на львовском направлении, участвовали в Корсунь-Шевченковской наступательной операции. В октябре 1944 года командир дивизии генерал-майор авиации С. И. Нечипоренко был назначен командиром 276-й бомбардировочной авиадивизии 13-й воздушной армии Ленинградского фронта. В должность вступил полковник Александрович Владимир Иванович.
В дальнейшем дивизия участвовала в наступательных операциях 1-го Украинского фронта с сандомирского плацдарма и в освобождении Домбровского угольного района. Части дивизии участвовали в уничтожении окруженной группировки войск противника под Бреслау и Глогау, освобождении городов Ратибор и Нейсе. За успешные боевые действия полкам дивизии были присвоены почётные наименования «Краковский», «Дембицкий» и «Берлинский». После взятия Берлина с 7 по 10 мая дивизия участвовала в Пражской наступательной операции и освобождении города Прага, взаимодействуя с частями 3-й танковой армии.

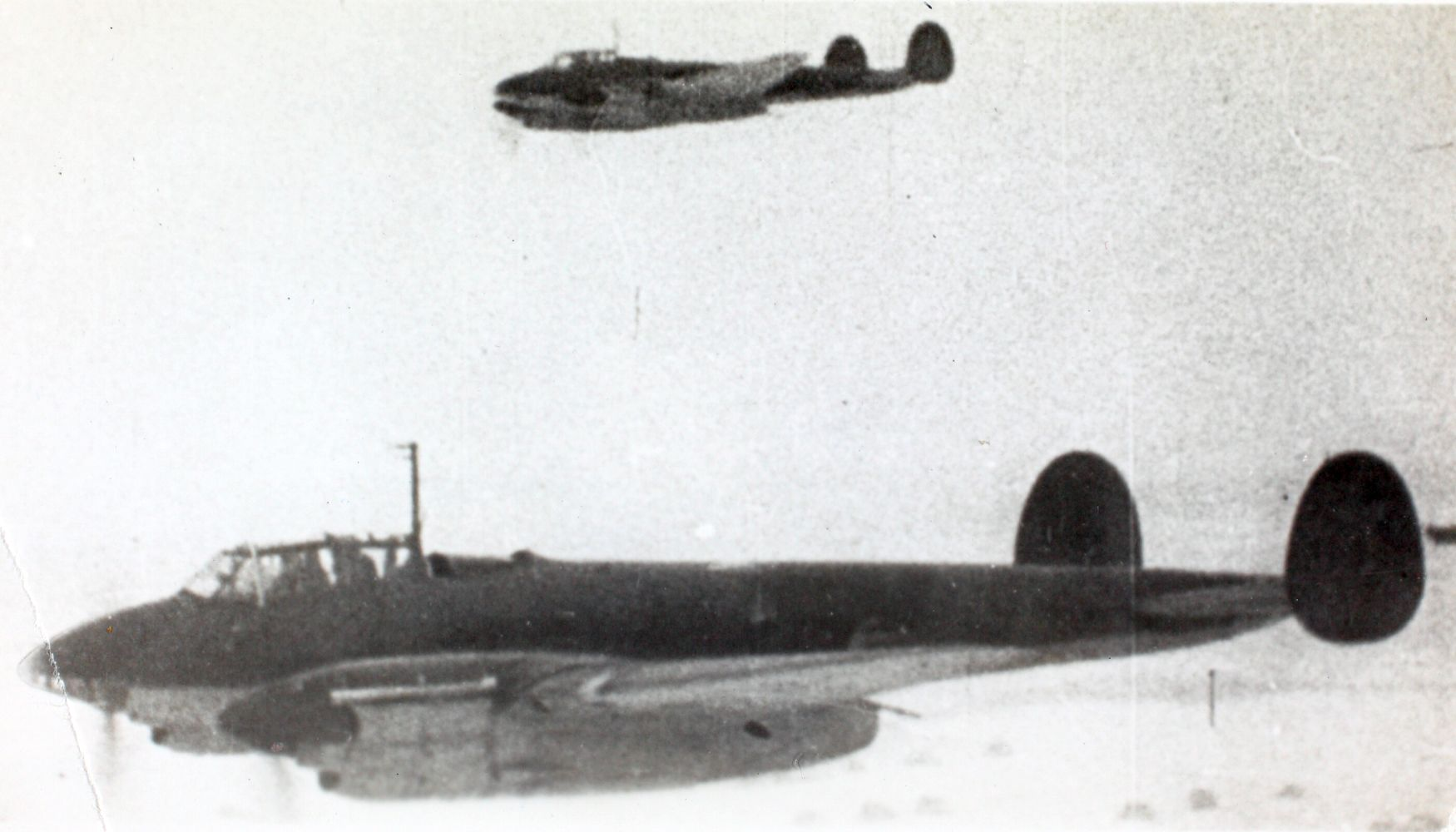
Самолет Пе-2 в полете парой. Этими самолётами дивизия штурмовала Берлин и освобождала Прагу.

В составе действующей армии дивизия находилась с 10 мая 1942 года по 21 октября 1942 года как 202-я истребительная авиационная дивизия и с 16 декабря 1942 года по 23 марта 1943 года, с 9 июля 1943 года по 8 сентября 1944 года, с 12 ноября 1944 года по 11 мая 1945 года как 202-я бомбардировочная авиационная дивизия.
После окончания войны дивизия перебазировалась на аэродромный узел Ферихедь (ныне Международный аэропорт имени Ференца Листа) в Венгрии. С 10 июне 1945 года дивизия в составе 2-й воздушной армии вошла в состав Центральной группы войск, сформированную на основе 1-го Украинского фронта. С 1946 года дивизия базировалась на аэродроме Тёкёль возле одноименного города в Венгрии. В марте 1947 года дивизия была расформирована в составе 2-й воздушной армии Центральной группы войск на аэроузле Тёкёль.

## Командир дивизии
- Полковник Янсен Борис Владимирович[2], 5 мая 1942 года — 2 ноября 1942 года, погиб 2 ноября 1942 г. в авиакатастрофе;
- Полковник, генерал-майор авиации (с 13 апреля 1944 года) Нечипоренко Степан Игнатьевич[2], 3 ноября 1942 года — 19 сентября 1944 года, назначен командиром 276-й бомбардировочной авиационной дивизии;
- Полковник Александрович Владимир Иванович[2], 19 сентября 1944 года — июнь 1947 года.

## В составе объединений
| Дата            | Фронт (округ)            | Армия                | Корпус                                  | Примечания |
| --------------- | ------------------------ | -------------------- | --------------------------------------- | ---------- |
| 21.10.1942 года | Резерв ставки ВГК        |                      | 3-й бомбардировочный авиационный корпус |            |
| 16.12.1942 года | Юго-Западный фронт       | 17-я воздушная армия | 3-й смешанный авиационный корпус        |            |
| 25.03.1943 года | Юго-Западный фронт       | 17-я воздушная армия | 7-й смешанный авиационный корпус        |            |
| 30.03.1943 года | Степной военный округ    | 5-я воздушная армия  | 7-й смешанный авиационный корпус        |            |
| 09.07.1943 года | Степной фронт            | 5-я воздушная армия  | 7-й смешанный авиационный корпус        |            |
| 15.08.1943 года | Степной военный округ    | 5-я воздушная армия  | 7-й смешанный авиационный корпус        |            |
| 31.12.1943 года | Резерв ставки ВГК        |                      | 4-й бомбардировочный авиационный корпус |            |
| 28.02.1944 года | 1-й Украинский фронт     | 2-я воздушная армия  | 4-й бомбардировочный авиационный корпус |            |
| 08.09.1944 года | Резерв ставки ВГК        | 6-я воздушная армия  | 4-й бомбардировочный авиационный корпус |            |
| 31.10.1944 года | Резерв ставки ВГК        |                      | 4-й бомбардировочный авиационный корпус |            |
| 12.11.1944 года | 1-й Украинский фронт     | 2-я воздушная армия  | 4-й бомбардировочный авиационный корпус |            |
| 09.05.1945 года | 1-й Украинский фронт     | 2-я воздушная армия  | 4-й бомбардировочный авиационный корпус |            |
| 10.06.1945 года | Центральная группа войск | 2-я воздушная армия  | 4-й бомбардировочный авиационный корпус |            |
| 01.07.1945 года | Центральная группа войск | 2-я воздушная армия  |                                         |            |
| 01.03.1947 года | Центральная группа войск | 2-я воздушная армия  |                                         |            |

## Части и отдельные подразделения дивизии
Боевой состав дивизии претерпевал изменения, в её состав входили полки:
| Период                        | Части                                              | Примечание                                                              |
| ----------------------------- | -------------------------------------------------- | ----------------------------------------------------------------------- |
| 09.05.1942 г. — 05.11.1942 г. | 188-й истребительный авиационный полк              | Як-1                                                                    |
| 26.07.1942 г. — 15.11.1942 г. | 179-й истребительный авиационный полк              | Харрикейн                                                               |
| 21.10.1942 г. — 22.11.1942 г. | 514-й бомбардировочный авиационный полк            | Пе-2, присвоено звание гвардейского (36-й гв. бап)                      |
| 22.11.1942 г. — 01.03.1947 г. | 36-й гвардейский бомбардировочный авиационный полк | Пе-2                                                                    |
| 21.10.1942 г. — 04.04.1943 г. | 39-й бомбардировочный авиационный полк             | Пе-2, переформирован в 39-й отдельный разведывательный авиационный полк |
| 21.10.1942 г. — 01.03.1947 г. | 797-й бомбардировочный авиационный полк            | Пе-2                                                                    |
| 01.03.1943 г. — 01.03.1947 г. | 18-й бомбардировочный авиационный полк             | Пе-2                                                                    |

## Боевой состав на 9 мая 1945 года
| Части                                              | Примечание |
| -------------------------------------------------- | ---------- |
| 36-й гвардейский бомбардировочный авиационный полк | Пе-2       |
| 797-й бомбардировочный авиационный полк            | Пе-2       |
| 18-й бомбардировочный авиационный полк             | Пе-2       |

## Присвоение Гвардейских званий
- 514-й пикирующий бомбардировочный авиационный полк за проявленные мужество и героизм Приказом НКО № 374 от 22 ноября 1942 года удостоен званий гвардейский. С 22 ноября переименован в 36-й гвардейский бомбардировочный авиационный полк.

## Почетные наименования
- 202-й бомбардировочной авиационной дивизии в соответствии с ходатайством Президиума Верховного Совета Татарской АССР от 29 марта 1943 г. «О присвоении 202 бомбардировочной авиационной дивизии имени Верховного Совета Татарской АССР» Приказом НКО № 179 от 19 апреля 1943 года присвоено имя Верховного Совета Татарской АССР.
- 202-й бомбардировочной авиационной дивизии имени Верховного Совета Татарской АССР Приказом НКО № 207 от 4 мая 1943 года присвоено почетное наименование «Средне-Донская».
- 797-му бомбардировочному авиационному полку Приказом НКО за отличие в боях при овладении городом Дембица — крупным центром авиационной промышленности и важным узлом коммуникаций на краковском направлении на основании Приказа ВГК № 172 от 23 августа 1944 года присвоено почетное наименование «Дембицкий»[5]
- 18-му Краснознамённому бомбардировочному авиационному полку Приказом НКО за отличие в боях при овладении городом Краков на основании Приказа ВГК № 230 от 19 января 1945 года присвоено почетное наименование «Краковский»[6].
- 36-му гвардейскому бомбардировочному авиационному полку Приказом НКО № 0111 от 11 мая 1945 года за отличие в боях при штурме и овладении городом Берлин — центром Бранденбургской провинции и мощным опорным пунктом обороны немцев в Центральной Германии на основании Приказа ВГК № 359 от 1 мая 1945 года присвоено почетное наименование «Берлинский»[7].

## Награды
- 202-я бомбардировочная авиационная Средне-Донская дивизия имени Верховного совета Татарской АССР за образцовое выполнение заданий командования на фронте борьбы с немецкими захватчиками и проявленные при этом доблесть и мужество Указом Президиума Верховного Совета СССР от 6 ноября 1943 года награждена орденом Красного Знамени[8].
- 202-я бомбардировочная авиационная Средне-Донская Краснознаменная дивизия имени Верховного совета Татарской АССР за образцовое выполнение заданий командования в боях с немецкими захватчиками при ликвидации группы немецких войск, окруженной юго-восточнее Берлина и проявленные при этом доблесть и мужество Указом Президиума Верховного Совета СССР от 4 мая 1945 года награждена орденом Суворова II степени[9].
- 36-й гвардейский бомбардировочный авиационный полк за образцовое выполнение заданий командования в боях с немецкими захватчиками Указом Президиума Верховного Совета СССР награждён орденом «Суворова III степени»[10].
- 36-й гвардейский бомбардировочный авиационный ордена Суворова полк за образцовое выполнение заданий командования в боях при прорыве обороны немцев на реке Нейсе и овладении городами Котбус, Люббен, Цоссен, Беелитц, Лукенвальде, Тройенбрицен, Цана, Мариенфельде, Треббин, Рангсдорф, Дидерсдорф, Кельтов и проявленные при этом доблесть и мужество Указом Президиума Верховного Совета СССР от 28 мая 1945 года награждён орденом «Кутузова III степени»[9].
- 18-й бомбардировочный авиационный Краковский Краснознамённый полк за образцовое выполнение заданий командования в боях с немецкими захватчиками при овладении городом Бреславль (Бреслау) и проявленные при этом доблесть и мужество Указом Президиума Верховного Совета СССР от 4 июня 1945 года награждён орденом «Богдана Хмельницкого II степени»[9].
- 797-й бомбардировочный авиационный Дембицкий полк за образцовое выполнение заданий командования в боях с немецкими захватчиками, за овладение городами Глейвиц и Хжанув и проявленные при этом доблесть и мужество Указом Президиума Верховного Совета СССР от 19 февраля 1945 года награждён орденом «Богдана Хмельницкого II степени»[9].
- 797-й бомбардировочный авиационный Дембицкий ордена Богдана Хмельницкого полк за образцовое выполнение заданий командования в боях с немецкими захватчиками при овладении городом Бреславль (Бреслау) и проявленные при этом доблесть и мужество Указом Президиума Верховного Совета СССР от 4 июня 1945 года награждён орденом «Кутузова III степени»[9].
- 797-й бомбардировочный авиационный Дембицкий орденов Кутузова и Богдана Хмельницкого полк за образцовое выполнение заданий командования в боях с немецкими захватчиками при освобождении города Праги и проявленные при этом доблесть и мужество Указом Президиума Верховного Совета СССР от 4 июня 1945 года награждён орденом «Александра Невского»[9].

## Благодарности Верховного Главнокомандующего

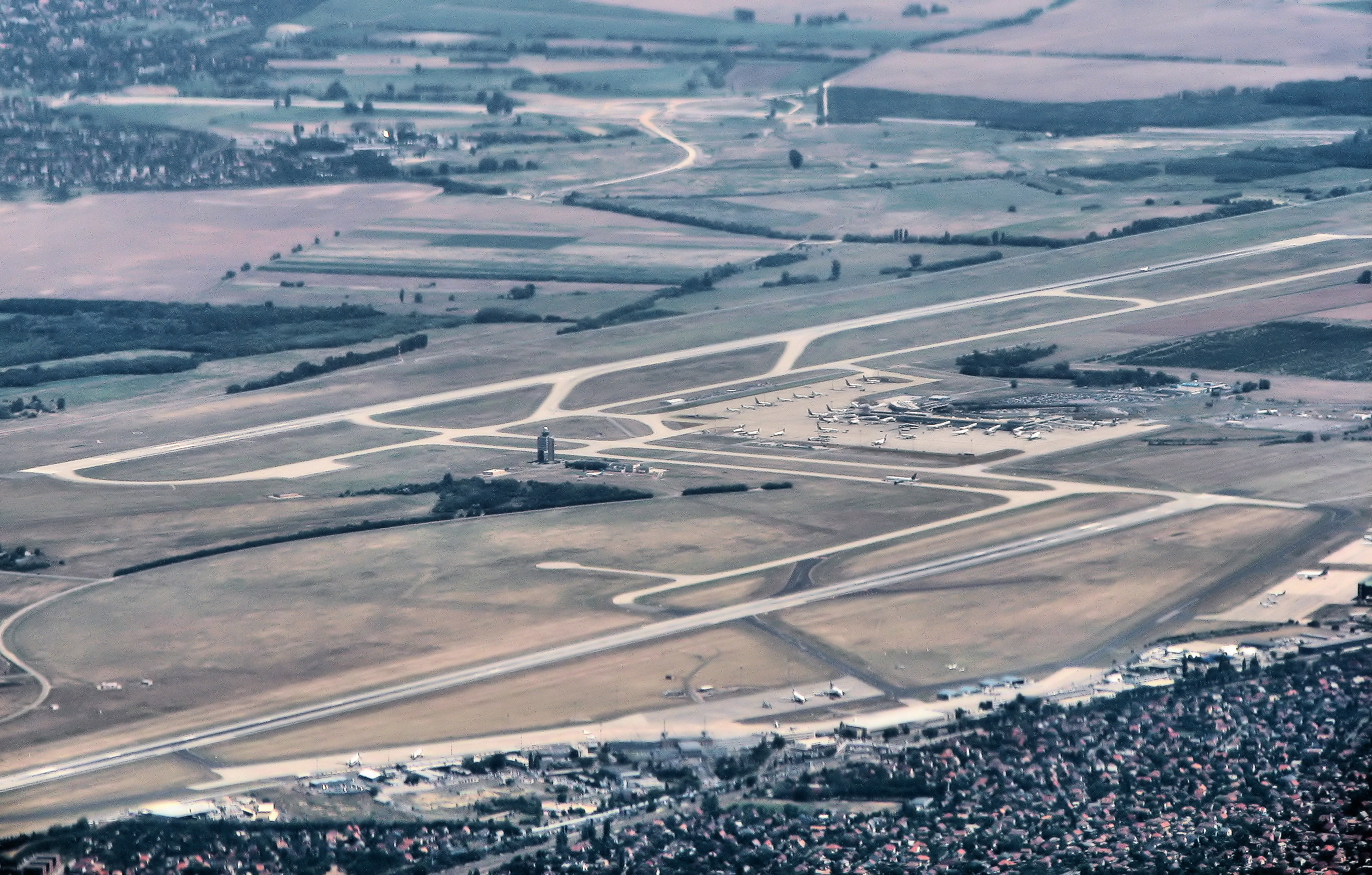
Аэродром Ферихедь в Венгрии, где до 1947 года базировались полки дивизии.

- За отличие в боях при овладении столицей Украины городом Киев[11]
- За отличие в боях при овладении городом овладение городом Проскуров[12]
- За отличие в боях при овладении городом овладение городом городом Каменец-Подольский[13]
- За отличие в боях при овладении городом овладение городом Черновицы[14]
- За отличие в боях при овладении в Домбровском угольном районе городами Катовице, Семяновиц, Крулевска Гута (Кенигсхютте), Миколув (Николаи) и в Силезии городом Беутен[15].
- За ликвидацию группы немецких войск, окруженной юго-восточнее Берлина[16].
- За отличие в боях при штурме и овладении городом Берлин — центром Бранденбургской провинции и мощным опорным пунктом обороны немцев в Центральной Германии[17].
- За отличие в боях при овладении городом Дрезден — важным узлом дорог и мощным опорным пунктом обороны немцев в Саксонии[18].

## Отличившиеся воины

### Герои Советского Союза
- Буханов Алексей Дмитриевич, гвардии лейтенант, командир звена 36-го гвардейского бомбардировочного авиационного полка за образцовое выполнение боевых заданий командования на фронте борьбы с немецкими захватчиками и проявленные при этом отвагу и геройство Указом Президиума Верховного Совета СССР от 27 июня 1945 года удостоен звания Герой Советского Союза с вручением ордена Ленина и медали «Золотая Звезда» (№ 7896).
- Гелета Василий Архипович, старший лейтенант, штурман эскадрильи 797-го бомбардировочного авиационного полка за образцовое выполнение боевых заданий командования на фронте борьбы с немецкими захватчиками и проявленные при этом отвагу и геройство Указом Президиума Верховного Совета СССР от 27 июня 1945 года удостоен звания Герой Советского Союза с вручением ордена Ленина и медали «Золотая Звезда» (№ 7895).
- Жмаев Николай Романович, гвардии старшина, начальник связи эскадрильи 36-го гвардейского бомбардировочного авиационного полка за образцовое выполнение боевых заданий командования на фронте борьбы с германским фашизмом и проявленные при этом отвагу и геройство, Указом Президиума Верховного Совета СССР от 27 июня 1945 года удостоен звания Герой Советского Союза с вручением ордена Ленина и медали «Золотая Звезда» (№ 7698).
- Шаповалов Александр Тимофеевич, гвардии старшина, начальник связи эскадрильи 36-го гвардейского бомбардировочного авиационного полка за образцовое выполнение боевых заданий командования на фронте борьбы с германским фашизмом и проявленные при этом отвагу и геройство, Указом Президиума Верховного Совета СССР от 1 июля 1944 года удостоен звания Герой Советского Союза с вручением ордена Ленина и медали «Золотая Звезда» (№ 1985).
- Щербина Николай Семёнович, гвардии старший лейтенант, заместитель командира эскадрильи 36-го гвардейского бомбардировочного авиационного полка за образцовое выполнение боевых заданий командования на фронте борьбы с немецкими захватчиками и проявленные при этом отвагу и геройство Указом Президиума Верховного Совета СССР от 23 февраля 1945 года удостоен звания Герой Советского Союза с вручением ордена Ленина и медали «Золотая Звезда» (№ 4608).
- Кудашкин Иван Степанович, гвардии лейтенант, командир звена 36-го гвардейского бомбардировочного авиационного полка Указом Президента СССР от 26 июня 1991 года за мужество и воинскую доблесть, проявленные в годы Великой Отечественной войны присвоено звание Героя Советского Союза. Родственникам Героя были вручены орден Ленина и медаль «Золотая Звезда» № 11656.

### Кавалеры ордена Славы трёх степеней
- Григоренко, Николай Алексеевич, гвардии сержант, воздушный стрелок-радист 36-го гвардейского бомбардировочного авиационного полка 202-й бомбардировочной авиационной дивизии[19].